# Sentiero europeo E5
Il sentiero europeo E5 è un sentiero europeo a lunga percorrenza che da Pointe du Raz, nella costa dell'Atlantico in Bretagna (Francia) attraversa le Alpi passando per Svizzera, Germania, Austria e raggiunge l'Italia terminando secondo progetto a Venezia. Il percorso totale sarebbe di 3200 km, ma attualmente il tratto Verona-Venezia non è definito, per cui al momento termina presso l'Arena di Verona, per un totale di circa 3050 km.
La parte più comunemente percorsa è quella che dal lago di Costanza raggiunge Verona: un percorso di 600 km per il quale sono mediamente necessari per un buon camminatore circa 30 giorni di cammino. Tale tratto fu definito da Hans Schmidt di Sonthofen e realizzato interconnettendo sentieri esistenti dalla Federazione Europea Escursionisti che lo inaugurò il 2 luglio 1972.
Nonostante il sentiero attraversi anche zone rocciose con alte cime, non è necessaria alcuna esperienza di scalata e lungo il percorso vi sono diverse possibilità di riparo e pernottamento tipicamente in rifugi alpini.

## Il tratto italiano del sentiero
1. Passo del Rombo-> San Leonardo in Passiria
2. San Leonardo in Passiria -> Rifugio Punta Cervina
3. Rifugio Punta Cervina -> San Genesio Atesino
4. San Genesio -> Bolzano
5. Bolzano -> Nova Ponente
6. Nova Ponente -> Cembra
7. Cembra -> Palù del Fersina
8. Palù del Fersina -> Vetriolo Terme
9. Vetriolo Terme -> Levico Terme
10. Levico Terme -> Carbonare presso Folgaria
11. Albergo Forte Cherle in loc. Forte Cherle - San Sebastiano (Folgaria)
12. Carbonare -> Rifugio Vincenzo Lancia (Pasubio)
13. Rifugio Vincenzo Lancia (Pasubio) -> Rifugio Achille Papa
14. Rifugio Achille Papa (Pasubio) -> Strada degli Eroi -> Pian delle Fugazze
15. Pian delle Fugazze -> Rifugio Antonio Giuriolo (Passo di Campogrosso)
16. Rifugio Campogrosso -> Giazza
17. Giazza -> Verona (val borago)
18. Verona-> Vicenza
19. Vicenza-> Venezia

### Deviazioni e alternative
Nel tratto del Pasubio, il tracciato si sovrappone con il sentiero della Pace. Dal rifugio Achille Papa è possibile fare una deviazione per la strada delle 52 gallerie.

## Cartografia
1. Europäischer Fernwanderweg E5 Nordteil, 1:50.000, Kompass-Karten ISBN 3-85491-412-1
2. Europäischer Fernwanderweg E5 Südteil, 1:50.000, Kompass-Karten ISBN 3-85491-413-X